# セカンド・ラブ (曲)
「セカンド・ラブ」は、日本の歌手中森明菜の楽曲。この楽曲は中森の3枚目のシングルとして、1982年11月10日にワーナー・パイオニア（現：ワーナーミュージック・ジャパン）のリプリーズ・レコードレーベルよりリリースされた (EP: L-1620)。

## 背景
「セカンド・ラブ」は、1983年3月23日発売のスタジオ・アルバム『ファンタジー〈幻想曲〉』からの先行シングルとして、1982年11月10日にシングル・レコード (EP: L-1620)で発売された。シングル・レコードのライナーノーツには本曲の楽譜が掲載された。この楽曲は、デビュー曲「スローモーション」と同じく来生えつこ・来生たかお姉弟による作詞・作曲のバラード曲で、萩田光雄が編曲を手掛けた。プロデュースは前作「少女A」に続いて小田洋雄が担当した。
楽曲自体は、もともとは大橋純子への提供予定曲であった。来生が1981年に大橋に提供した「シルエット・ロマンス」がヒットしたことから、楽曲提供依頼が再度あると見越して制作・ストックされていた。
しかし、このサードシングルについては前作『少女A』のヒットによって大モメになった経緯がある。サードシングルはこの「セカンド・ラブ」で決まりかけていたところで、担当ディレクターが「『少女A』と同じ様な流れ（ツッパリ路線）を確立したいので、次も売野雅勇作詞のこの曲で行きたい」として、この前月に発売されたスタジオ・アルバム「バリエーション〈変奏曲〉」収録曲である「キャンセル！」を提案。これに社内からも「『少女A』の流れを止める理由はない」として「セカンド・ラブ」に否定的な声が出始め、完全に「キャンセル！」に傾いていた。しかし宣伝担当者は「セカンド・ラブ」にしたいという一心であり、このムードがなかなか変えられない中で、当時制作宣伝統括者であった寺林晁に訴えたところ、寺林も「明菜は幅のあるボーカリストであるべき」などと同意見であってこの訴えを聞き入れ、その場で制作現場に指示。サードシングルは「セカンド・ラブ」に決まった。
中森は、この楽曲に深く感動し、繊細な歌詞とメロディに心を揺さぶられるあまり、自身が歌うべきなのか？、また、他の歌手が歌唱しても大ヒットする楽曲との確信から、ヒットしなかったらこの曲に対し申し訳無い気持ちであったと明かしている。本曲がベストテン番組で初の1位を獲得した際には、喜びとともに安堵感があったと中森は語っている。1983年1月13日に放送されたTBS系音楽番組『ザ・ベストテン』出演時に、風邪の影響からこの楽曲の歌唱中に声が出にくくなってしまい、歌唱終了後中森は思わず悔し涙をこぼす場面があった。このシーンは1983年の『ザ・ベストテン』の回顧録として語られている。放送前に番組スタッフは体調を気遣い口パクを提案したが、明菜本人は「テレビを見ている人に失礼だから」と生歌を選択した。本曲は後の作品でも新録されており、1995年12月リリースのベスト・アルバム『true album akina 95 best』と、2002年12月リリースのベスト・アルバム『Akina Nakamori〜歌姫ダブル・ディケイド』にそれぞれ収録された。2010年には、中森をモチーフとしたパチンコ台『CR中森明菜・歌姫伝説〜恋も二度目なら〜』に本曲が新録され、同機のCMソングとしてもオンエアされた。
シングル盤「セカンド・ラブ」のB面として発表された「鏡の中のJ」は、三浦徳子が作詞、佐藤健が作曲を手がけ、「セカンド・ラブ」に続いて萩田が編曲を務めた楽曲である。
2024年6月11日より西武池袋線清瀬駅下りホームの発車メロディに使用されている。なお、同駅上りホームの発車メロディは同じく中森の楽曲「DESIRE -情熱-」。

## 評価
『CDジャーナル』は「セカンド・ラブ」について、1980年代初期のオーソドックスな歌謡曲で、憂いの富んだ趣は中森の個性と上手く合致しており、後年の歌唱法との相違を指摘した上で、初期の中森を語るに欠かせない楽曲と評した。

## チャート成績
この楽曲は、オリコン週間シングルチャートでは、1982年11月22日付で2位に初登場し、翌週の1982年11月29日付で自身初となる最高順位1位を記録。以降、1982年12月13日付まで3週連続で1位を記録した。その後、1983年1月17日付（合算週: 2週分）から1983年1月24日付でも3週連続となる1位を記録し、通算6週に亘り1位を獲得した。同チャートの100位以内においては、計26週に渡ってランクインしている。また、1983年度のオリコン年間シングルチャートでは、8位を記録し、およそ77万枚を売り上げた。オリコンの集計によれば、中森のシングル曲のうち本曲は最大の売上枚数を記録している作品で、2位は「ミ・アモーレ〔Meu amor é･･･〕」、3位は「飾りじゃないのよ涙は」となっている。TBS系音楽番組『ザ・ベストテン』では、1982年12月16日から翌年の1983年2月3日の放送まで8週連続1位を記録した。

## 収録曲
| 全編曲: 萩田光雄。 |                    |            |            |      |
| #                  | タイトル           | 作詞       | 作曲       | 時間 |
| A.                 | 「セカンド・ラブ」 | 来生えつこ | 来生たかお | 4:25 |
| B.                 | 「鏡の中のJ」      | 三浦徳子   | 佐藤健     | 3:34 |
| 合計時間:          | 合計時間:          | 合計時間:  | 合計時間:  | 7:59 |

### 規格
- 1988年7月25日 - 8cmCD: 10SL-132[26]
- 1988年12月21日 - CT: 10L5-4042[27]
- 1998年11月26日 - 12cmCD: WPC6-8660[28]
- 2008年11月12日 - デジタル・ダウンロード[29][30]
- 2014年6月18日 - 12cmCD, Singles Box 1982-1991の一枚として

## クレジット
「セカンド・ラブ」のライナー・ノーツより
| - プロデューサー: 小田洋雄 - ディレクター: 島田雄三 - ミキサー: 菊地功 | - 撮影: 野村誠一 - デザイン: 持田恭男 - セールス・プロモーター: 畠山政行 |

## 収録アルバム
セカンド・ラブ
- 『ファンタジー〈幻想曲〉』[8][2]
- 『BEST AKINA メモワール』[31][2]
- 『BEST』[32][2]

## カバーしたアーティスト
- 来生たかお - 1983年に発表した企画アルバム『Visitor』にてこの楽曲をセルフカバー後、1990年にはセイコー「クレオ&カデット」のCMソングとなり、同年11月に発売した来生のシングル「夢より遠くへ」で新たにリメイクし直され、カップリング曲として収録された[33][34]。また、2000年11月にリリースされた来生のデビュー25周年記念アルバム『Dear my company』では中森と来生による「セカンド・ラブ」のデュエット版「セカンド・ラブ Duet with 中森明菜」が収録され、2008年2月に発売した中森のベスト・アルバム『歌姫伝説 〜90's BEST〜』にもこのデュエット版が収録された[35][36][2]。
- 李麗蕊（サラ・リー） - 香港の歌手。1985年にアルバム『李麗蕊恋曲集』で、広東語による「蛻変」としてカバー。
- 伊東ゆかり - 2002年にカバー・アルバム『Touch Me Lightly』でカバー[37]。
- 野中藍 (和泉稟) - 2005年にアルバム『まんすりぃ 萌音 ぼーかるこれくしょん Vol.1』でカバー[38]。
- 徳永英明 - 2006年にカバー・アルバム『VOCALIST 2』でカバー[39]。
- CHiYO - 2007年にカバー（デジタル・ダウンロード）[40]。
- 鈴木美夏 - 2007年にオムニバス・アルバム『80’S HIT PARADE』でカバー[41]。
- Colega Bossa Club - 2008年にカバー・アルバム『懐Mellow J Bossa Winter Lounge』でカバー[42]。
- 理沙 - 2008年にカバー（デジタル・ダウンロード）[43]。
- 稲垣潤一（Duet with YU-KI from TRF） - 2008年、『男と女 -TWO HEARTS TWO VOICES-』で本作をデュエットでカバー[44]。
- 樹里からん - 2011年にカバー・アルバム『TORCH』でカバー[45]。
- 岩崎良美 - 2013年にカバー・アルバム『THE REBORN SONGS～シクラメン～』でカバー[46]。
- 水樹奈々 - 2015年11月2日放送のNHK BSプレミアム番組『The Covers』内でカバー。
- 森川七月 - 2016年にカバー・アルバム『「J」〜Sentimental Cover〜』でカバー[47]。
- 工藤あやの - 2017年10月4日に発売された、シングル「恋ごよみ」の特別盤に収録。
- 土岐麻子 - 2025年5月1日に発売されたトリビュート・アルバム『中森明菜 Tribute Album “明響”』に収録。